# Чарли Чан на Олимпийских играх
«Чарли Чан на Олимпийских играх» (англ. Charlie Chan at the Olympics) — детективный фильм режиссёра Х. Брюса Хамбертоуна, который вышел на экраны в 1937 году.
Это четырнадцатый фильм о гавайском детективе Чарли Чане, который выпустила кинокомпания 20th Century Fox. Заглавную роль в этом фильме, как и в предыдущих картинах киносериала сыграл Уорнер Оулэнд.
В этом фильме после похищения важной оборонной разработки — устройства дистанционного управления самолётами — и связанного с ним убийства Чан направляется руководством в Берлин с целью выявления и задержания преступников. Туда же едет и его сын Ли (Кей Люк), чтобы выступить на Олимпийских играх за команду США по плаванию. По пути на пароходе в Германию таинственная Ивонн Роланд (Кэтрин Демилль), которая работает на иностранную преступную группу, входит в доверие к члену олимпийской команды США Ричарду Мастерсу (Аллан Лейн), что позволяет ей ввести похищенное секретное устройство в багаже Бетти Адамс (Полин Мур), подружки Ричарда. В поиски прибора активно вовлечены авиаконструктор и законный владелец прибора Хопкинс (Джонатан Хейл), изобретатель прибора Картрайт (Джон Элдридж), международный торговец оружием Хьюз (С. Генри Гордон), а также уважаемый дипломат Чарльз Зарака (Морган Уоллес). В Берлине следует ещё одно убийство, а затем похищение Ли. В итоге Чан совместно с шефом берлинской полиции Штрассетом (Фредрик Вогединг) разоблачает и останавливает преступников.
Фильм содержит хроникальные кадры Олимпийских игр 1936 года в Берлине. Он также содержит эпизод, в котором Чарли Чан пересекает Атлантический океан на знаменитом дирижабле «Гинденбург», который взорвался при приземлении в США за 15 дней до премьеры фильма.
Если после выхода на экраны фильм критиковали за излишне запутанный сюжет, современные историки кино единодушно дают ему высокие оценки, отмечая его живой, остроумный и занимательный характер, а также удачное включение хроникальных кадров в повествование.

## Сюжет
Полицейский детектив из Гонолулу Чарли Чан (Уорнер Оулэнд) собирается отправиться со своим вторым сыном Чарли-младшим (Лэйн Том-младший) на рыбалку, а его старший сын Ли (Кей Люк) вскоре уезжает в Берлин на Олимпийские игры 1936 года в качестве члена сборной США по плаванию. Из окна своего кабинета Чарли вместе с младшим сыном наблюдает за испытательным полётом самолёта конструктора Хопкинса, на котором установлена экспериментальная система дистанционного радиоуправления.
Когда пилот этого самолёта Эдвардс (Дэвид С. Хорси) хочет переключить самолёт на радиоуправление, изобретатель прибора Картрайт (Джон Элдридж), который находится в пункте управления полётом, просит его не торопиться. Там же находится конструктор и владелец самолёта Хопкинс (Джонатан Хейл), который сообщает военным, что лётчик-испытатель Ричард Мастерс (Аллан Лейн), который готовился к этому полёту, утром повредил плечо, и его пришлось заменить менее опытным пилотом. В ходе полёта на Эдвардса нападает преступник, который тайно проник на борт самолёта под видом механика. Расправившись с пилотом, он сам садится за управление и перестаёт выходить на связь. Самолёт удаляется в сторону моря и исчезает с радаров. Его поиски не дают результатов, о чём сообщается в газетах и по радио.
Прибыв в отцом на место рыбалки, Чарли-младший замечает на берегу исчезнувший самолёт. Чарли-старший посылает сына к ближайшему телефону, чтобы уведомить власти, а сам направляется осмотреть самолёт. Вскоре на место прибывают полиция и заинтересованные лица. Картрайт указывает на панель управления самолётом, утверждая, что кто-то похитил ключевой блок его прибора, за который многие государства готовы заплатить миллионы. Пропал также и пилот Эдвардс, на которого и падает подозрение Хопкинса и Картрайта. Изучив улики, Чан приходит к заключению, что в самолёте был кто-то ещё, а пожар на борту был устроен для отвода глаз уже после похищения прибора. Кроме того, он сообщает, что в соседней бухте обнаружил тело убитого Эдвардса. Проверив карточки пребывания на работе наземных техников аэродрома, Чан устанавливает, что в карточку некого Миллера внесена поддельная запись.
В гостиничном номере Миллера Чан обращает внимание на волоски меха лисицы, предполагая, что вчера тот встречался с какой-то дамой. Выясняется, что домохозяйка лично не видела Миллера, а только знает, что он звонил по телефону в гостиницу Royal Hawaian, в которой остановились, в частности, Хопкинс, Картрайт и Мастерс. Когда Чан открывает гардероб, оттуда вываливается труп Миллера. Предполагая, что похитивший устройство уже вылетел на континент на самолёте, Чан отправляется в офис авиакомпании, где устанавливает, что на единственном рейсе в Сан-Франциско вылетели Мастерс, работающий пилотом в компании Хопкинса, и сопровождающая его дама в лисьих мехах Ивонн Роланд (Кэтрин Демилль). Шеф полиции ГОнолулу срочно звонит в полицию Сан-Франциско с просьбой задержать в аэропорту Мастерса и Ивонн. Хопкинс объясняет, что Мастерс полетел в Сан-Франциско, потому что вскоре отплывает на лайнере из Нью-Йорка в Германию как член олимпийской команды США по прыжкам с шестом. Что касается звонка Миллера в гостиницу, то Картрайт говорит, что Миллер звонил ему по поводу билета на самолёт. Просмотрев ещё раз список пассажиров, Хопкинс указывает в нём на имя известного международного торговца оружием Артура Хьюза (C. Генри Гордон). По его словам, Хьюз ведёт охоту за изобретением Картрайта, и, в частности, требовал от Хопкинса продать прибор ему. Как полагает Хопкинс, Хьюз является самым реальным подозреваемым в преступлении.
Хотя Чан устанавливает, что последние две недели Хьюз проживал в гостинице Royal Hawaian, Хопкинс утверждает, что не видел его там. После ухода Хопкинса и Картрайта Чану сообщают из Сан-Франциско, что Мастерс и Ивонн уже вылетели в Нью-Йорк, а Хьюз был доставлен в больницу под сильными лекарствами, после чего, придя в себя, покинул больницу в неизвестном направлении. Вскоре из Нью-Йорка поступает информация, что Мастерс и Ивонн, а также Хьюз у же отплыли в Германию на трансатлантическом лайнере «Манхэттен», на котором также плывёт олимпийская сборная США. Находясь на борту корабля, Ивонн обманом заставляет радиста прослушать переговоры между полицией Нью-Йорка и Сан-Франциско, выясняя, что за ней следят. Тем временем руководство гавайской полиции направляет Чана в Берлин, чтобы продолжить расследование там. На следующий день Чан вместе с Хопкинсом и Картрайтом вылетает в Сан-Франциско, откуда направляются на самолёте до Нью-Йорка, где садится на дирижабль «Гинденбург», который прибудет в Германию раньше, чем «Манхэттен».
На борту «Манхэттена» Ли Чан беседует с молодой девушкой Бетти Адамс (Полин Мур), которая ревнует Мастерса к Ивонн. Ли говорит, что, по его мнению, Ивонн — авантюристка. Он рассказывает, что на борту есть мужчина (это Хьюз), который наблюдает за всеми её действиями, особенно, когда она с Мастерсом. В тот момент, когда Ивонн читает полученную телеграмму, Ли снова видит Хьюза. Затем Ивонн кладёт телеграмму в книгу и просит у Бетти фотокамеру, чтобы снять членов олимпийской команды на палубе. Пока она делает снимки, Ли замечает, как Хьюз вынимает из книги телеграмму и быстро уходит. Ивонн забирает камеру себе, обещая проявить снимки, а Ли тем временем догоняет мужчину и с помощью трюка вынимает у него телеграмму. Чтобы успокоить Бетти, Ли показывает ей телеграмму, подписанную мужем Ивонн, который собирается встречать её в порту.
В порту Гамбурга Чан обращается за помощью к инспектору немецкой полиции Штрассеру (Фредерик Фогединг), который даёт поручение внимательно осмотреть багаж пассажиров. Чан просит разрешения немедленно поговорить с Ивонн, однако её не оказывается в каюте, а все вещи там перевёрнуты. Штрассер решает, что Ивонн была убита, а от тела избавились, выбросив его через иллюминатор в тумане незадолго до прибытия в порт. Неожиданно в каюту заходит Хьюз, с удивлением встречая там Хопкинса. Тот обвиняет Хьюза в убийстве Миллера, называя Ивонн его сообщницей, которую он убил, добравшись до Германии. Когда Хьюз пытается возражать, что не был даже знаком с Ивонн, Чан уличает его в том, что тот забыл в её каюте свою зажигалку, которую сейчас пытался незаметно забрать. Когда Хопкинс требует арестовать Хьюза, Чан замечает, что нет улик, которые свидетельствовали бы, что Ивонн была убита. Скорее всего, она сама похитила прибор и просто сбежала, имитировав картину нападения на себя.
Когда все покидают каюту Ивонн, Чан решает остаться, встречая Ли, который забирается через иллюминатор. Рассказывая свою версию происходящего, он показывает отцу телеграмму, которую выкрал у Хьюза. В поезде по дороге в Берлин Чан расшифровывает текст телеграммы, в которой говорится: «За тобой следят. Лодка ожидает в Каксхейвене». Чан предполагает, что именно там Ивонн спрыгнула за борт и скрылась на лодке. При этом он не верит, что она взяла устройство с собой в столь опасное путешествие, а скорее всего, оставила его у кого-то на корабле. Ли вспоминает, что Ивонн брала у Бетти фотокамеру, и могла спрятать устройство в неё, чтобы Бетти, не зная того, пронесла его через таможню. Эту часть разговора подслушивает Хьюз, который стоит за дверью. Он заходит в купе, советуя Чану прекратить расследование и сосредоточиться на Олимпийских играх. Хьюз также намекает, что за убийством Миллера может стоять Хопкинс. Когда Хьюз покидает из купе, из проезжающей машины кто-то стреляет, и Хьюз толкает Чана и Ли, спасая их от пули. Тем не менее, Ли и Чан заключают, что это была лишь имитация покушения.
Уже в Берлине, когда Бетти со своей командой приезжает на стадион, подручные Хьюза похищают у неё камеру, однако она оказывается пуста. Затем, когда Бетти с другими девушками заселяется в номер в Олимпийской деревни и уходят обедать, уборщица (Минерва Урекал) обыскивает её чемодан, похищая оттуда коробку из-под конфет. В этот момент заходит Чан в сопровождении Штрассера, Картрайта и Хопкинса, требуя вернуть коробку. Открыв её, Картрайт узнаёт свой прибор. Чан рекомендует отдать его на хранение в американское посольство, однако Хопкинс настаивает на том, что бы оставить его при себе. Уборщица подаёт кому-то на улице сигнал, что убеждает Штрассера в том, что она на кого-то работает, и арестовывает её. Хопкинс и Картрайт полагают, что уборщица работает на Мастерса, который близок с Бетти и на борту корабля поддерживал тесную связь с Ивонн. Пока идёт разбирательство, Чан незаметно забирает себе прибор, подменяя его обычной книгой, которую тщательно запаковывает в коробку конфет. В этот момент заходит Бетти, которая говорит, что вчера вечером в каюте её навестила Ивонн, чтобы вернуть камеру. Она вызвалась помочь ей собрать чемодан, и, видимо в этот момент подложила туда коробку. После ухода Бетти Чан рекомендует взять охрану прибора под особый контроль, и Штрассер распоряжается выделить Хопкинсу персональную охрану. Позднее Бетти рассказывает Мастерсу всё, что ей известно, и он направляется к Хопкинсу, чтобы разобраться с ним.
Хопкинс и Картрайт возвращаются в свой номер, где Хопкинс запирает коробку в рабочий стол. Когда Картрайт выходит помыть руки, из-за занавески появляется Хьюз, угрожая Хопкинсу оружием. Тем временем Ивонн с одним из сообщников наблюдает за окнами номера Хопкинса из машины на улице. Охранник Хопкинса, услышав в его номере шум, вызывает Чана, и когда тот подходит к двери, раздаётся выстрел. Вышибив дверь, Чан и охранник обнаруживают на полу Картрайта, который говорит, что это был Хопкинс, который сбежал через окно вместе с прибором. Чан находит на столе письмо, которое незаметно забирает себе. В присутствии Штрассера, Чана, Мастерса и Хьюза Картрайт рассказывает, что на минуту оставил Хопкинса одного. Когда он услышал голоса, то вернулся в комнату, где Хьюз обвинял Хопкинса в том, что тот намеренно обманул своих акционеров, украв прибор с целью продать его иностранному правительству. Когда вошёл Картрайт, они замолчали, но Хьюз угрожал разоблачить Хопкинса, если тот не возьмёт его в долю. После ухода Хьюза Картрайт потребовал объяснений, но Хопкинс, не обращая внимания, положил прибор в сумку. Картрайт попытался остановить его, но тот достал пистолет. Когда Картрайт схватился за оружие, Хопкинс попытался застрелить его. Началась борьба, в которой Картрайт получил удар по голове и упал. Появляется Ли вместе с Бетти, сообщая, что они видели, как из окна этого номера впрыгнул человек, которого поджидали двое в машине. Хьюз предполагает, что Хопкинс уже избавился от прибора и скрылся. Он рассказывает, что в Гонолулу пытался купить у Хопкинса этот прибор, но тот отказался его продавать. Когда прибор похитили, Хьюз заподозрил, что он может быть у Ивонн, и стал следить за ней вплоть до её исчезновения с «Манхэттена». Мастерс признаёт, что виделся с Ивонн в холле гостиницы, но исключительно для того, чтобы убедить её объяснить Хопкинсу, что он ни в чём не виновен. Однако Ивонн сбежала от него. После этого Мастерс бьёт Хьюза по лицу за то, что тот наговорил на него о связи с Ивонн перед Бетти. Между Мастерсом и Хьюзом начинается драка, но полиция успокаивает и уводит обоих.
Поздно вечером автомобиль привозит Ивонн к дорогому особняку. Она передаёт коробку «его превосходительству», достопочтенному господину Чарльзу Зараке (Морган Уоллес) говоря, что получила её «непосредственно из его рук». Он поручает своему подручному Карлосу (Арно Фрей) осмотреть прибор, который, открыв коробку, обнаруживает там книгу. Ивонн догадывается, что подмену мог осуществить только Чан. В своём номере, когда Чан показывает прибор сыну, коридорный доставляет ему конверт от Чарльза Зараки с приглашением и билетом на открытие Олимпийских игр. В ложе на церемонии открытия игр к Чану подходит Ивонн, представляя ему Зараку. Сидя поблизости на трибуне, Хьюз поручает специально нанятому человеку читать по губам всё, что будут говорить Чан, Ивонн и Зарака. Зарака объясняет Чану, что это игра не для полиции и предлагает отдать ему изобретение Картрайта и вернуться в Гонолулу. После уклончивого ответа Чана Зарака даёт ему время на раздумье до второй половины дня. Выяснив всё, что ему нужно, Хьюз уходит с трибуны. У выхода на спортивную арену Бетти уговаривает Ли и Мастерса сдать Ивонн в руки полиции, однако Ли говорит, что поскольку она находится под опекой Зараки, на неё распространяется дипломатический иммунитет. Когда Ли остаётся один, двое людей в униформе шофёров хватают его и увозят. Это видит Бетти, которая зовёт Мастерса. По окончании церемонии открытия Чан говорит Ивонн и Зараке, что передаст прибор Министерству обороны США. В этот момент к Чану подбегает Бетти, сообщая о похищении Ли. Некоторое время спустя Чана в его номере навещает Штрассер, сообщая, что поиски Ли пока ничего не дали, но скоро преступники попадут в сети берлинской полиции, расставленные по всему городу. В этот момент в окно бросают записку: «Если хотите получить новости о своём сыне, будьте на том же месте на Олимпийском стадионе завтра в одиночку и без охраны».
На следующий день полиция по всему стадиону расставляет своих людей в штатском. Мастерс участвует в соревнованиях по прыжкам с шестом, и Бетти болеет за него. Чану, который сидит в той же ложе, курьер доставляет конверт с запиской, в которой говорится: «По вашей глупости здесь присутствует полиция. Встреча переносится на шесть часов к Бранденбургским воротам. Возьмите прибор с собой. Вас увезёт машина». В кабинете Штрассера Картрайт и Чан обсуждают полученное предложение. Узнав о том, что прибор находится у Чана, Картрайт сообщает, что передал все права на прибор Хопкинсу, оставив себе лишь небольшую долю. Поскольку Хопкинса нет, Штрассер получает согласие Картрайта на использование прибора для проведения операции. Чан забирает у Штрассера прибор и просит разрешить ему действовать в одиночку. После ухода Чана Штрассер просит ради его безопасности оставаться Картрайта с ним.
С завязанными глазами Чана доставляют в особняк Зараки, где Ивонн и Зарака просят положить прибор на стол и приглашают Хопкинса. Чан кладёт прибор на стол, незаметно включая вмонтированный в него радиопередатчик. Получив сигнал, Штрассер направляет по адресу оперативную группу. Появляется Хопкинс, который, осмотрев прибор, подтверждает, что это изобретение Картрайта. Люди Зараки приводят Ли. Приказав устранить Чана и Ли, Зарака вместе с Ивонн удаляется, чтобы вылететь из Германии. В этот момент в гостиную входит Хейз со своими вооружёнными людьми, которые разоружают всех присутствующих, а Хейз забирает у Зараки портфель с прибором. Достав прибор, Хейз сразу понимает, что это подделка, в которую вмонтирован передатчик. Хейз требует от Чана отдать прибор, на что детектив отвечает, что он хранится в надёжном месте. Тогда Хейз угрожает застрелить Ли.
В этот момент к дверям особняка подъезжает полиция, которая окружает дом и начинает охоту на преступников. Раздаётся выстрел, и в одной из комнат Хопкинса обнаруживают без сознания. Когда его выносят, Чан просит Ли проследить за ним. Картарйт говорит, что, услышав выстрел, вошёл в комнату, где увидел лежащего на полу Хопкинса, над которым склонился Хьюз. По следам чернил на ботинках Картрайта Чан устанавливает, что это он был непосредственно около письменного стола и рядом с Хопкинсом, когда тот упал. Чан догадывается, что Картрайт пытался спастись, убив Хопкинса как свидетеля, который может его разоблачить. Детектив обвиняет Картрайта в том, что ранее тот убил механика Миллера в Гонолулу и выкрал собственное изобретение. Таким образом, Картрайт хотел получить всё, не делясь с Хопкинсом. Завладев прибором, он передал прибор Ивонн для доставки Зараке, который возглавлял иностранную шпионскую сеть. Уже на корабле Картрайт предупредил Ивонн, что за ней следят, после чего она скрылась. Хопкинс же не участвовал в этом. Он совершил героический поступок, когда, рискуя жизнью, «опознал» в имитации прибора оригинал. Кроме того, когда Картрайт вышел из комнаты, перед своим исчезновением Хопкинс писал телеграмму в Министерство обороны США о том, что он «получил прибор и немедленно возвращается в США для…». Дальше стоит клякса, что означает, что в этот момент на Хопкинса кто-то напал, и он выронил ручку. Приходит Ли, сообщая, что Хопкинс всё ещё без сознания, но с ним будет всё в порядке. Кроме того, доктор обнаружил у него на затылке шишку от удара двухдневной давности. По словам Чана, это доказывает, что в номере именно Картрайт ударил Хопкинса, лишив его сознания, а затем выбросил его через окно в руки своих сообщников, что видел Ли. Раскрыв дело, Чан идёт смотреть соревнования по плаванию, в ходе которых Ли выигрывает финальный заплыв.

## В ролях
- Уорнер Оулэнд — Чарли Чан
- Кэтрин Демилль — Ивонн Роланд
- Полин Мур — Бетти Адамс
- Аллан Лейн — Ричард Мастерс
- Кей Люк — Ли Чан
- С. Генри Гордон — Артур Хьюз
- Джон Элдридж — мистер Картрайт
- Лэйн Том — младший — Чарли Чан — младший
- Джонатан Хейл — мистер Хопкинс
- Морган Уоллес — достопочтенный Чарльз Зарака
- Фредерик Фогедиг — инспектор Штрассер
- Говард С. Хикман — доктор Бёртон
- Джесси Оуэнс — в роли самого себя

## Создатели фильма и исполнители главных ролей
Это третий из четырёх фильмов режиссёра Х. Брюса Хамберстоуна о Чарли Чане и третий фильм, в котором он работал с Уорнером Оулэндом в качестве исполнителя заглавной роли.
В период 1931—1937 годов Уорнер Оулэнд сыграл роль гавайского полицейского детектива Чарли Чана в общей сложности в 16 фильмах. Кей Люк сыграл Ли, старшего сына Чарли Чана, в восьми фильмах киносериала в 1935—1937 годах.
Роль младшего сына Чарли Чана впервые сыграл Лейн Том-младший. Позднее он сыграл сына Чарли Чана ещё в двух фильмах киносериала, при чём каждый раз — под разными именами. В фильме «Чарли Чан в Гонолулу» (1938) его звали Томми, а в фильме «Смертельный круиз Чарли Чана» (1940) — он был Уилли.

## История создания фильма
Этот фильм был четырнадцатым в киносериале о Чарли Чане. Он последовал за «Чарли Чаном в опере» (1936), а после него вышел фильм «Чарли Чан на Бродвее» (1937).
Фильм содержит кадры кинохроники с участием дирижабля «Гинденбург», который взорвался 6 мая 1936 года, то есть за 15 дней до премьеры фильма. Как написал историк кино Хэл Эриксон, «по иронии судьбы, Чарли путешествует из Нью-Йорка в Берлин на дирижабле „Гинденбург“, который загорелся вскоре после выхода фильма (нацистская свастика на хвосте дирижабля была замаскирована командой по спецэффектам)».
В фильм также вошли хроникальные кадры событий Олимпийских игр 1936 года в Берлине, в том числе, эстафета с участием американского бегуна Джесси Оуэнса.
Фильм находился в производстве с конца января до середины февраля 1937 года и вышел в прокат 21 мая 1937 года.

## Оценка фильма критикой
Как было отмечено после выхода фильма рецензентом газеты «Нью-Йорк таймс», «в некоторых сценах… эта картина покрыта мраком, нависающим над ней, как пелена». Рецензент также полагает, что «как детектив об убийстве, фильм немного выходит из-под контроля». В частности, чересчур бросается в глаза «очевидная необходимость акцентировать внимание на воздушном судне, и это, вкупе с усилиями сценаристов перехитрить аудиторию,… создает слишком много путаницы. Сам же Чарли, кажется, немного не уверен во всём происходящем, даже после того, как решил проблему».
Историк кино Дерек Уиннерт назвал эту ленту «отличным детективным триллером», отметив, что «в этом занимательном фильме вся команда его создателей находится в отличной форме… К счастью, на этот раз сценарий Роберта Эллиса и Хелен Логан оказался на высоте, чему способствовала и хорошая оригинальная история Пола Бергера». По мнению современного критика Денниса Шварца, в фильме «не слишком много политического смысла, и он в возмутительной манере восхваляет полицию Берлина», но, тем не менее, «это живой, остроумный и довольно занимательный фильм». Кинокритик Хэл Эриксон назвал фильм «превосходным», а в рецензии журнала TV Guide была отмечена игра Уорнера Оулэнда и Кея Люка, а также «эффектное использование кадров кинохроники Олимпийских игр».